# Cannabis Corpse

Logotipo de la banda

Cannabis Corpse es una banda paródica de death metal que usa de temática el cannabis.  Cannabis Corpse se formó en Richmond, Virginia en 2006 bajo el sello Forcefield.  Desde entonces, Cannabis Corpse ha lanzado seis LP y dos EP. La banda cuenta con miembros de Municipal Waste y Antietam 1862. 
Su nombre se origina como una parodia del nombre de la reconocida banda de brutal death metal Cannibal Corpse. Si bien las canciones de Cannabis Corpse son completamente originales, los títulos de sus álbumes y canciones son parodias de los títulos de álbumes y canciones de muchas otras bandas de death metal (por ejemplo, "Tube of the Resinated" vs " Tomb of the Mutilated " de Cannibal Corpse).

## Historia
En 1999, el bajista y guitarrista Philip "Landphil" Hall acuñó el nombre "Cannabis Corpse" junto con su hermano Josh "HallHammer" Hall. La formación original tenía a Landphil en la voz y a John González (de Nehema) en la guitarra. John se mudó a Hawaii y la banda quedó en paralizada hasta 2006, cuando Phil compró una grabadora multipista. Los hermanos, junto con Andy "Weedgrinder" Horn, grabaron un demo para la banda, que finalmente se convirtió en Blunted at Birth. Poco después, fueron contratados como la primera banda de Forcefield Records, con sede en Richmond, Virginia, cuyos fundadores eran amigos personales. 
Cannabis Corpse aparece brevemente en la película de la BBC In the Loop. 
Cannabis Corpse realizó una gira por Europa en 2013 con Ghoul y anunció que habían firmado con Season of Mist en su sitio web. 

## Miembros de la banda
Actual
- Philip "Landphil" Hall: bajo (2006-presente), voz (2012-presente), guitarras (2006-2008, 2012-2015), teclados (2011-2012)
- Josh "HallHammer" Hall – batería (2006-presente)
- Adam Guilliams – guitarra principal (2018-presente)

Miembros anteriores
- Nick "Nikropolis" Poulos – guitarra principal (2008-2012)
- Andy "Weedgrinder" Horn – voz (2006-2012)
- Brent Purgason – guitarra principal (2012–2014)
- Brandon Ellis – guitarra principal (2014-2015)
- Ray Suhy – guitarra rítmica (2015–2018)

Miembros de gira
- Vic "Con-Vic" – Guitarra antirítmica (2009)
- Adam Jinch – guitarra principal (2017)

Apariciones de invitados
- Jeff "Wartom" Bush (2006, voz invitada en "Force Fed Shitty Grass")
- Will "Power" Towles (2006, voz invitada en "When Weed Replaces Life")
- Randy Blythe (7 de enero de 2012, aparición especial en el 'Cory Smoot Benefit Show' y en el 'Welcome Home Randy Blythe show')
- Chris Barnes (2014, voz invitada en "Individual Pot Patterns")
- Trevor Strnad (2014, voz invitada en "With Their Hash He Will Create")

## Discografía

### Álbumes
- Blunted at Birth (2006)
- Tube of the Resinated (2008)
- Beneath Grow Lights Thou Shalt Rise (2011)
- From Wisdom to Baked (2014)
- Left Hand Pass (2017)
- Nug So Vile  (2019)

### EP
- The Weeding (2009)
- Splatterhash (2013) – junto con Ghoul

### Recopilaciones
- Choice Nugs (2017)